# Chile en los Juegos Olímpicos de Atlanta 1996
La participación de Chile en los Juegos Olímpicos de Atlanta 1996 celebrada en Atlanta, Estados Unidos, fue la decimoctava actuación olímpica de ese país y la decimotercera oficialmente organizada por el Comité Olímpico de Chile (COCh). La delegación chilena estuvo compuesta de 21 deportistas —16 hombres y 5 mujeres — que compitieron en 10 de los 18 deportes reconocidos por el Comité Olímpico Internacional (COI) en los Juegos Olímpicos de verano.

## Atletismo
200 metros masculino
- Sebastián Keitel

Maratón masculino
- Marcelo Barrientos - 2: 31.05 (→ 86.º Lugar)

Lanzamiento de bala masculina
- Gert Weil

Maratón femenina
- Erika Olivera - 2: 39.06 (→ 37.º Lugar)

## Boxeo
Hombres de peso medio (71-75 kg)
- Ricardo Araneda
  - Primera Ronda - Pérdida frente a Akaki Kakauridze (Georgia), 3-10

## Halterofilia
Masculino
| Deportista         | Categoría | Comienzo | Comienzo | Arremesso | Arremesso | Total | Total |
| Deportista         | Categoría | kg       | Pos.     | kg        | Pos.      | kg    | Pos.  |
| ------------------ | --------- | -------- | -------- | --------- | --------- | ----- | ----- |
| Cristián Escalante | 99 kg     | 142,5    | 23º      | 172,5     | 22º       | 315,0 | 22º   |

## Ciclismo

### Ciclismo de carretera
Masculino
| Deportista     | Categoría            | Final  | Final |
| Deportista     | Categoría            | Tiempo | Pos.  |
| -------------- | -------------------- | ------ | ----- |
| Victor Garrido | Corrida en carretera | DNF    | DNF   |

### Ciclismo de pista
Masculino
| Deportista                                                   | Categoría                       | Calificación | Calificación | Cuartos de final       | Semifinal              | Final                  |           |
| Deportista                                                   | Categoría                       | Tiempo       | Posición     | Adversario y resultado | Adversario y resultado | Adversario y resultado |           |
| ------------------------------------------------------------ | ------------------------------- | ------------ | ------------ | ---------------------- | ---------------------- | ---------------------- | --------- |
| José Medina Luís Sepúlveda Marco Arriagada Marcelo Arriagada | Persecución 4.000 m por equipos | 4:25.960     | 16º          | No avanza              | No avanza              | No avanza              | No avanza |

## Esgrima
Un tirador de sexo masculino representó a Chile en 1996.
Espada masculino
- Paris Inostroza -  (→ 40.º Lugar)

## Vela
| Deportista     | Regata | Regata | Regata | Regata | Regata | Regata | Regata | Regata | Regata | Regata | Regata | Pts. | Pos. |
| Deportista     | 1      | 2      | 3      | 4      | 5      | 6      | 7      | 8      | 9      | 10     | 11     | Pts. | Pos. |
| -------------- | ------ | ------ | ------ | ------ | ------ | ------ | ------ | ------ | ------ | ------ | ------ | ---- | ---- |
| Luis Echeñique | 20     | OCS    | 31     | 15     | 18     | 16     | 9      | 26     | 31     | 15     | 8      | 158  | 19º  |

## Disparos
Masculino
| Deportista     | Categoría | Eliminatorias | Eliminatorias | Final     | Final     |
| Deportista     | Categoría | Res.          | Pos.          | Res.      | Pos.      |
| -------------- | --------- | ------------- | ------------- | --------- | --------- |
| Pascal Colomer | Skeet     | 115           | 42.º          | No avanza | No avanza |

## Natación
Masculino
| Atleta            | Categoría    | Eliminatorias | Eliminatorias | Final     | Final     |
| Atleta            | Categoría    | Tiem.         | Pos.          | Tiem.     | Pos.      |
| ----------------- | ------------ | ------------- | ------------- | --------- | --------- |
| Nicolás Rajcevich | 100 m costas | 59.90         | 44.º          | No avanza | No avanza |
| Nicolás Rajcevich | 200 m costas | 2:05.79       | 27º           | No avanza | No avanza |

## Tenis de mesa
Masculino
| Deportista                     | Categoría  | Primera fase                                                                     | Primera fase | Octavos de final         | Cuartos de final         | Semifinal                | Final                    | Final |
| Deportista                     | Categoría  | Adversarios y resultados                                                         | Pos.         | Adversarios y resultados | Adversarios y resultados | Adversarios y resultados | Adversarios y resultados | Pos.  |
| ------------------------------ | ---------- | -------------------------------------------------------------------------------- | ------------ | ------------------------ | ------------------------ | ------------------------ | ------------------------ | ----- |
| Augusto Morales                | Individual | J-P. Gatien 0–2 P. Korbel 0–2 Choi K-S. 0–2                                      | 4º           | No avanza                | No avanza                | No avanza                | No avanza                | 49.º  |
| Augusto Morales Juan Salamanca | Duplas     | J-O. Waldner – J. Persson 0–2 D. Heister – T. Keen 0–2 R. Yuzawa – T. Tasaki 0–2 | 4º           | Eliminados               | No avanza                | No avanza                | No avanza                | 25º   |

Femenino
| Deportista                   | Categoría  | Primera fase                                                         | Primera fase | Octavos de final         | Cuartos de final         | Semifinal                | Final                    | Final |
| Deportista                   | Categoría  | Adversarios y resultados                                             | Pos.         | Adversarios y resultados | Adversarios y resultados | Adversarios y resultados | Adversarios y resultados | Pos.  |
| ---------------------------- | ---------- | -------------------------------------------------------------------- | ------------ | ------------------------ | ------------------------ | ------------------------ | ------------------------ | ----- |
| Berta Rodríguez              | Individual | Liu W. 0–2 A. Feng 0–2 V. Popovová 0–2                               | 4º           | No avanza                | No avanza                | No avanza                | No avanza                | 49.º  |
| Berta Rodríguez Sofija Tepes | Duplas     | Liu W. – Qiao Y. 0–2 J. Schöpp – O. Nemes 0–2 A. Holt – L. Lomas 0–2 | 4º           | Eliminadas               | No avanza                | No avanza                | No avanza                | 25º   |

## Tenis
Femenino
| Deportista                   | Categoría | Primera fase                 | Octavos de final       | Cuartos de final       | Semifinal              | Final                  | Final |
| Deportista                   | Categoría | Adversario y resultado       | Adversario y resultado | Adversario y resultado | Adversario y resultado | Adversario y resultado | Pos.  |
| ---------------------------- | --------- | ---------------------------- | ---------------------- | ---------------------- | ---------------------- | ---------------------- | ----- |
| Paula Cabezas Bárbara Castro | Duplas    | V. Csurgó – A. Temesvári 1–2 | No avanza              | No avanza              | No avanza              | No avanza              | 17º   |